# Fuenterrebollo
Fuenterrebollo es un municipio de España, en la provincia de Segovia, comunidad autónoma de Castilla y León. Tiene una superficie de 35,91 km².

## Geografía

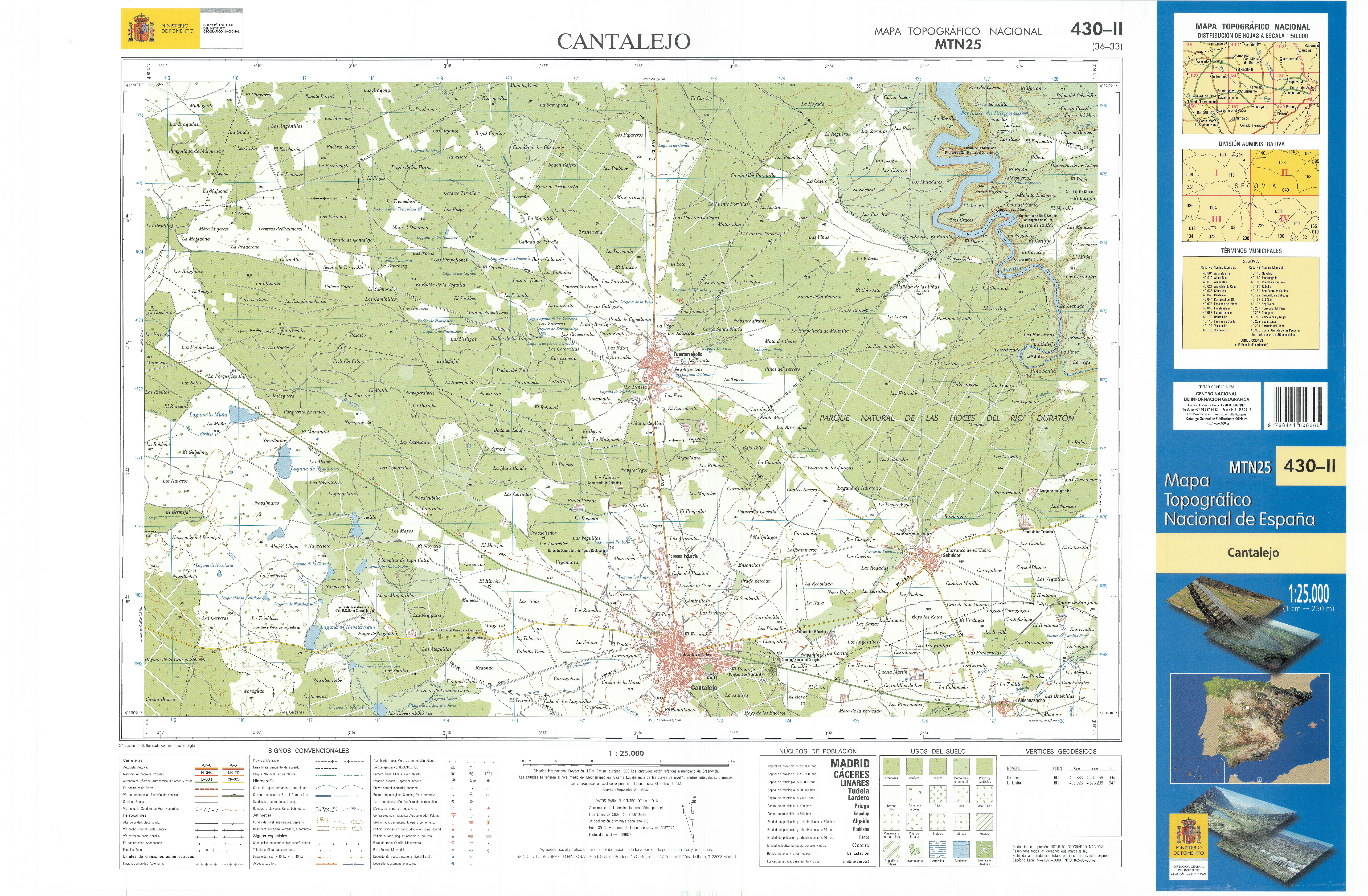
Fragmento de la hoja 430 del Mapa Topográfico Nacional de España de 2008 en el que se representa Fuenterrebollo

| Noroeste: enclave de El Rebollo (Fuentidueña) | Norte: Navalilla | Noreste: Carrascal del Río |
| Oeste: Cantalejo                              |                  | Este: Sepúlveda            |
| Suroeste: Cantalejo                           | Sur: Cantalejo   | Sureste: Sebúlcor          |

## Historia
Desde el año 1076, en que Alfonso VI confirmó el Fuero de Sepúlveda, se conoce el territorio de la Comunidad de Villa y Tierra de Sepúlveda y la jurisdicción de la Villa sobre sus aldeas.
Esta Comunidad de Villa y Tierra abarcaba desde el río Pirón hasta el soto de Salcedón; seguía por el requejo de la Moina hasta el castro de Frades, la Fuente Tejuela en la Serrezuela, hasta el linar del conde, continuando por el río Riaza hasta Ayllón, directamente a la sierra.
Para ordenar y controlar la repoblación y colonización, la Tierra de Sepúlveda fue dividida en ocho zonas con el nombre de ochavos. El ochavo fue, pues, un distrito territorial con función estabilizadora ante los cambios originados por el avance de los repobladores.
A finales del siglo XII ya había finalizado la repoblación del ochavo de Cantalejo. Por los tributos que pagaban al cabildo catedralicio y al obispo de Segovia el año 1247, conocemos los núcleos de población más notables del siglo XIII. Entre otros, Cantalejo pagaba 31 maravedís menos 3 sueldos, Fuenterrebollo pagaba 3 maravedís y 9 sueldos.
El 5 de marzo de 1492, las Comunidades de Cuéllar y de Sepúlveda otorgaron unas ordenanzas sobre Los Comunes ante Juan Martínez, escribano público de Cuéllar. Mandaron poner, cuatro guardas cada año, dos para cada una de las Villas, para que a pie o a caballo custodiasen los pinares comunes. Los guardas de Sepúlveda depositarían en Fuenterrebollo, Navalilla y Cantalejo las prendas que tomaren a los vecinos de la Comunidad de Cuéllar.
Las aldeas sepulvedanas tenían cada una su Concejo con un alcalde pedáneo y ciertos oficiales, que administraban su divisa o término y rendían cuentas de su gestión a las Autoridades de la Villa. Las competencias jurídicas de los Concejos aldeanos no existían; había que acudir a Sepúlveda para los más mínimos litigios. Estas molestias fueron expuestas a los Reyes Católicos. Estos el 12 de junio de 1493, en Barcelona, concedieron a las aldeas sepulvedanas de doce o más vecinos licencia para nombrar un alcalde con facultad de juzgar en pleitos de cuantía no superior a 60 maravedís. El alcalde pedáneo de Fuenterrebollo tenía esta facultad.
La Comunidad de Sepúlveda no cesó en la defensa de sus bosques. El 9 de diciembre de 1519, justicia, regimiento, procuradores y ochaveros de Villa y Tierra de Sepúlveda redactaron unas ordenanzas; el motivo principal fue haber talado más de una lengua de bosque en el ochavo de Cantalejo; donde crecían "pinos, robles, encinas, enebros y otros árboles". Solamente se opuso y no aprobó estas ordenanzas Pedro de Miguel Pérez, ochavero de Cantalejo y vecino de Aldealcorvo.
Mientras Fuenterrebollo, Cabezuela y otras aldeas exigían tributos a los inmigrantes por avecindarse, Cantalejo, más acogedor, permaneció abierto a los nuevos vecinos sin reclamarles tales impuestos. Esta política influyó, sin duda, en el aumento de la población.
A finales del siglo XV estos ocho ochavos son: Sepúlveda, Cantalejo, Prádena, Las Predizas y Valdenavares, La Sierra y Castillejo, Bercimuel y Tierras al otro lado de la sierra. El octavo ochavo se desconoce.
En 1591 el vecindario del ochavo de Cantalejo era el siguiente: 
| Pueblos                | Vecinos | Pecheros | Hidalgos | Clérigos |
| ---------------------- | ------- | -------- | -------- | -------- |
| Cantalejo              | 158     | 150      | 5        | 3        |
| Fuenterrebollo         | 133     | 132      | 0        | 1        |
| San Pedro de Gaíllos   | 98      | 96       | 0        | 2        |
| Sebúlcor               | 80      | 78       | 1        | 1        |
| Cabezuela              | 69      | 65       | 3        | 1        |
| Valdesimonte           | 52      | 51       | 0        | 1        |
| Aldeonsancho           | 46      | 42       | 3        | 1        |
| Villar de Sobrepeña    | 37      | 35       | 1        | 1        |
| Consuegra              | 15      | 15       | 0        | 0        |
| Aldealcorvo            | 13      | 13       | 0        | 0        |
| San Juan de Negueruela | 12      | 11       | 11       | 1        |
| Frades y El Carpio     | 11      | 11       | 11       | 0        |

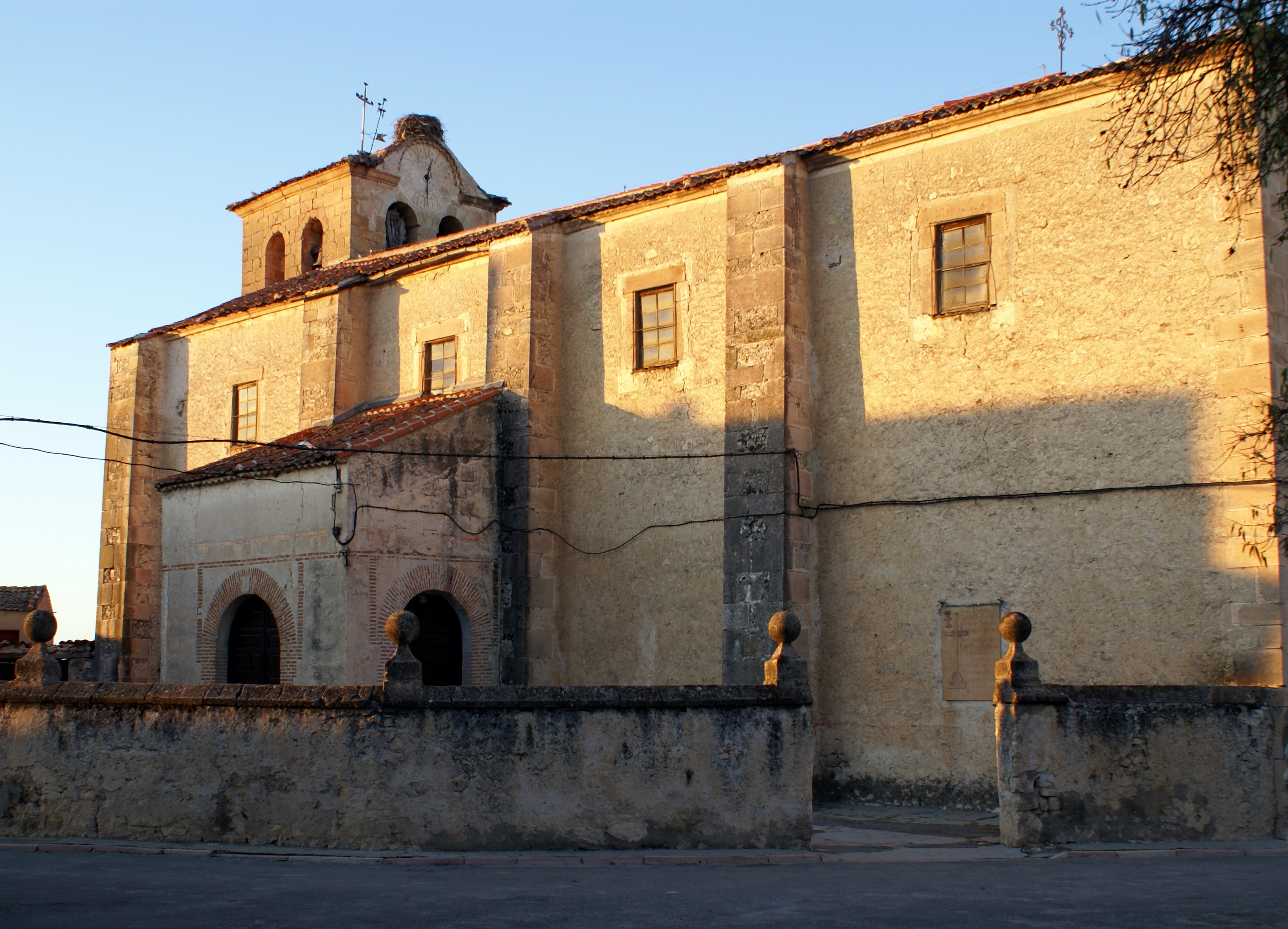
Iglesia de la Virgen del Rosario

En el archivo municipal de Fuenterrebollo consta que en el año 1761 los aserradores de madera eran 82, mientras que los labradores y sus criados sumaban 16. Parece obvio pensar que Fuenterrebollo ha podido sobrevivir gracias a la madera. En este sentido, en un valioso documento del año 1761, el procurador Narciso Francisco Blázquez, en nombre de Cantalejo, Fuenterrebollo, Cabezuela, Sebúlcor y Navalilla, se dirigió al Consejo Real de Carlos III, para que hiciese justicia a estos pueblos, castigados con excesivo rigor por el alcalde mayor de Sepúlveda, bajo cuya custodia se hallaban los bosques del ochavo de Cantalejo. El procurador de los cinco pueblos de pinares expone al Consejo las causas: "Que dichos pueblos ni sus vecinos no tienen otro arbitrio ni medio para su manutención y subsistencia que la fábrica de maderas de pino, a causa de que las tierras de labor, sobre ser areniscas y de inferior calidad, son muy pocas; y solo las labran en calidad de colonos."

## Demografía
Cuenta con una población de 339 habitantes (INE 2024).
| Gráfica de evolución demográfica de Fuenterrebollo entre 1842 y 2021                                                  |
| |
| Población de derecho según los censos de población del INE. Población de hecho según los censos de población del INE. |

El municipio, que tiene una superficie de 35,91 km²

## Símbolos
El escudo heráldico que representa al municipio se blasona de la siguiente manera: 

«Escudo cortado. Primero, de oro con un rebollo de su color, puesto sobre ondas de azur y plata, segundo, de gules con un castillo de oro, almenado, mazonado de sable y aclarado de azur, acompañado de dos llaves de plata, una a cada flanco. Timbrado de la Corona Real Española.»
Boletín Oficial de Castilla y León nº 191/1998 de 05 de octubre de 1998

La descripción textual de la bandera es la siguiente:

«Bandera cuadrada, de proporción 1:1; cortada de verde y azul, con el Escudo Municipal en sus colores, brincando al centro.»
Boletín Oficial de Castilla y León nº 191/1998 de 05 de octubre de 1998

## Administración y política
| Periodo   | Nombre                               | Partido    |
| --------- | ------------------------------------ | ---------- |
| 1979-1983 | Asterio Fernández Benito             | UCD        |
| 1983-1987 | Alejandro Fisac Mardomingo           | AP-PDP-UL  |
| 1987-1991 | Toribio Ruano Sancho                 | PDP        |
| 1991-1995 | Toribio Ruano Sancho                 | PP         |
| 1995-1999 | Pablo Muñoz Vaquerizo                | PP         |
| 1999-2003 | Andrés Rodríguez Fernández-Campoamor | Los Verdes |
| 2003-2007 | Félix Sacristán Blanco               | PSOE       |
| 2007-2011 | Tirso Sacristán Sacristán            | PP         |
| 2011-2015 | Gonzalo Vivancos Velasco             | PP         |
| 2015-2019 | Gonzalo Vivancos Velasco             | PP         |
| 2019-2023 | Gonzalo Vivancos Velasco             | PP         |
| 2023-act. | Gonzalo Vivancos Velasco             | PP         |

### Evolución de la deuda viva

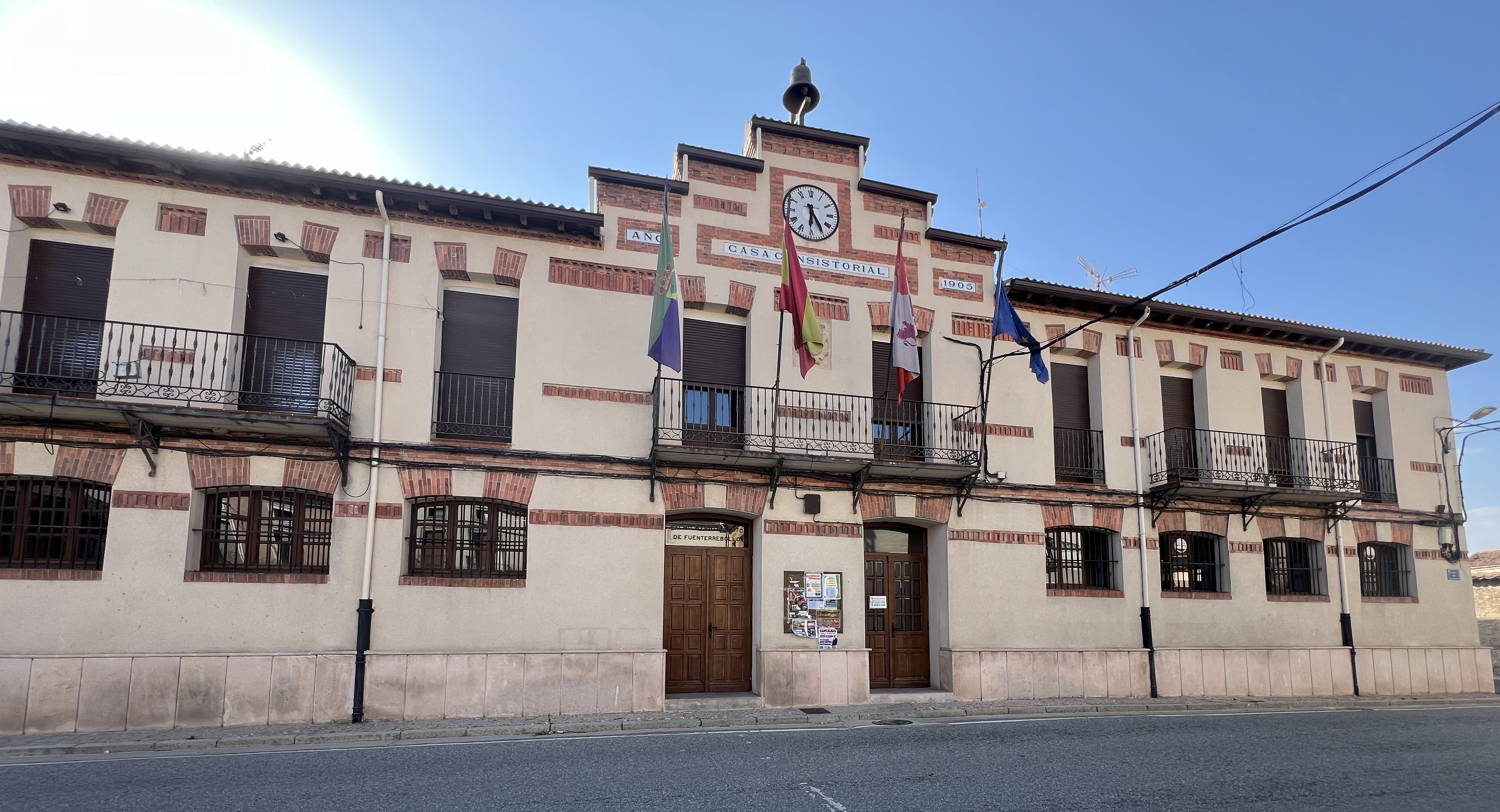
Casa consistorial

El concepto de deuda viva contempla sólo las deudas con cajas y bancos relativas a créditos financieros, valores de renta fija y préstamos o créditos transferidos a terceros, excluyéndose, por tanto, la deuda comercial.
Entre los años 2008 a 2014 este ayuntamiento no ha tenido deuda viva.